# (4262) DeVorkin
(4262) DeVorkin es un asteroide perteneciente al cinturón de asteroides, descubierto el 5 de febrero de 1989 por Masaru Arai y el astrónomo Hiroshi Mori desde el Yorii Observatory, Yorii Japón.

## Designación y nombre
Designado provisionalmente como 1989 CO. Fue nombrado DeVorkin en honor al estadounidense “David H. DeVorkin” autor de la biografía del astrónomo Henry Norris Russell.